# Девочки из Эквестрии. Легенды вечнозелёного леса
Девочки из Эквестрии. Легенды вечнозелёного леса (англ. My Little Pony. Equestria Girls. Legend of Everfree) — американский мультфильм, созданный студиями Hasbro Studios и DHX Media в 2016 году. Мультфильм является продолжением предыдущих частей — «Девочки из Эквестрии», «Девочки из Эквестрии. Радужный рок» и «Девочки из Эквестрии. Игры дружбы».

## Сюжет
Мультфильм начинается со сна человеческой версии Сумеречной Искорки, где её будят друзья в спальной комнате, однако когда она пошла переодеваться, её вновь преследует её злое альтер эго — Полуночная Искорка. После кошмара она просыпается в школьном автобусе, который едет в Лагерь Эверфри. Её друзья — Сансет Шиммер, Пинки Пай, Радуга Дэш, Флаттершай, Рарити, Эпплджек — обсуждают планы по прибытии в лагерь. В этот момент директриса Селестия объявляет о том, что ученики прибывают в лагерь.
После прибытия семёрка знакомится с главой лагеря Глориосой Дэйзи и её братом и помощником Тимбером Спрусом, которые выдают палатки ученикам. Ученики начинают рассказывать планы на то, что они будут делать и какой подарок для лагеря Высшая Школа Кантерлота сделает. В неожиданный момент на своём лимузине прибывает владелец земель, Филси Рич. После его уезда, Глориоса объясняет ученикам, что это был выпускник Лагеря Эверфри.
В это время Сансет ищет крем для загара, однако в палатке бесконтрольно начали подниматься предметы. Искорка думает, что это проделки Полуночной Искорки, но Сансет говорит, что это её фантазии. После этого она пытается повторить дело Искорки, однако безуспешно.
Наступает ночь, и ученики слушают и рассказывают страшные истории. Тимбер рассказывает историю про мистическую Гаю Эверфри, которую предки Тимбера и Глориосы прогнали 1000 лет назад, когда лагерь ещё только начинал создаваться, но скоро вернётся. В тот момент Сансет обнаруживает, что Искорка куда-то пропала. Тем временем та сидела у пруда в лесу и пела песню о том, что в ней до сих пор сидит Полуночная Искорка.
Утром все ребята начинают выполнять свои планы. В один момент обнаруживается, что пирс у реки разваливается, и ученикам приходится строить новый как подарок лагерю. Рарити предлагает сделать из него подиум для модного показа, однако Эпплджек объясняет, что основная функция — причал. В неожиданный момент, непонятно как, быстро двигающаяся лодка врезается в недостроенный пирс. После Рарити испытывает свои силы в скалолазании, однако Эпплджек непонятно как перетягивает верёвку, из-за чего Рарити падает и случайно заводит Эпплджек в пруд. Флаттершай почему-то говорит с птицами, у Пинки Пай взрывается сахарная пудра, а Радуга Дэш куда-то пропала. Оказывается, у этих пятерых появились супер-способности. У Эпплджек — супер-сила, у Рарити — бриллиантовый щит, у Флаттершай — понимание языка животных, у Пинки — бомба из пудры, у Радуги — супер-скорость. Что же касается Искорки, у неё появился дар левитации.
Вечером ученики с пирса запускали самодельные китайские фонарики, после чего легли спать. Но, проснувшись среди ночи, Сансет Шиммер замечает, что Искорка вновь сбежала. Догнав подругу и спросив, в чём дело, Сансет обнаруживает и свою спец-способность — чтение мыслей. Таким образом, поняв, в чём причина такого странного поведения Искорки, она успокаивает её. Неожиданно в лесу появляется Тимбер, и решает проводить девочек до лагеря. Однако Сансет, увидев блёстки, летящие из кармана Тимбера, начинает подозревать последнего в измене — якобы он придумал свою страшилку для того, чтобы прогнать всех из лагеря и закрыть его.
Утром остальная пятёрка девочек пытается доделать сломанный причал, однако они боятся, что их новые способности вновь всё испортят. Сансет с помощью песни уговаривает их не бояться, и вместе они с помощью магии достраивают пирс. Затем она решает проследить за Тимбером, случайно подслушав их разговор с Глориосой, однако сталкивается с Флэшем Сентри. Флэш понимает, что больше не сможет встретиться со своей возлюбленной — Искоркой из Эквестрии — и хочет вновь подружиться с Сансет. Та объясняет ему всю суть дела, после чего продолжает поиски.
Наконец, Шиммер набредает на пещеру в каменоломне, откуда идёт странное сияние. Она срочно сообщает об этом Искорке и Спайку, и втроём они обнаруживают в пещере ледяной сталагмит с двумя цветными кристаллами. Неожиданно появляется Глориоса. Оказалось, что она находится в долгу у Филси Рича, который хочет построить на месте лагеря курорт, и чтобы спасти Лагерь Эверфри от банкротства и закрытия, решила использовать магию кристаллов, найденных в этой пещере — на её шее уже висели пять магических камней. Глориоса забирает оставшиеся кристаллы и превращается в ту самую Гаю Эверфри, после чего оставляет троицу, связав их и завалив выход камнями, и навеивает ужас на остальных учеников, возведя вокруг лагеря огромную непроходимую стену из сорняков.
Радуга, Эпплджек, Рарити, Пинки и Флаттершай пытаются выбраться из засады, в то время как Спайк освобождает Искорку и Сансет Шиммер. Они объединяются, а Сансет Шиммер убедила Искорку, что та не злая, и забирает кристаллы у Гаи, которые, как выяснилось, принадлежали им, для возвращения Глориосы в нормальный вид. После этого Рарити устраивает модный показ на пирсе, а Пинки устраивает вечеринку в пещере в честь победы над Гаей. На вечеринке Тимбер и Искорка окончательно влюбляются друг в друга. В конце фильма выясняется, что волшебные кристаллы прибыли из портала напротив школы Кантерлота, где раньше стояла статуя коня.

## Прокат
Филм вышел в прокат в Бразилии 24 сентября 2016 года, в Великобритании и Польше 15 октября 2016 года, в США на Netflix — 1 ноября 2016 года.